# František Halas
František Halas (Brno, 3 ottobre 1901 – Praga, 27 ottobre 1949) è stato un poeta, scrittore e traduttore ceco.

## Biografia

### Vita
Nato da un artigiano tessile, Halas lavorò come libraio. Fu un autodidatta ma senza un'educazione di alto livello.
Dopo il 1921 cominciò a pubblicare le sue opere nel giornale comunista Rovnost e Sršatec; nel 1926 divenne collaboratore della casa editrice Orbis a Praga.
Il suo percorso letterario fu duttile e variabile, pronto ad accogliere fonti di suggestione momentanee ed episodiche.
Le poesie di Halas si caratterizzarono per la presenza di ispirazioni variegate, frutto di tendenze contraddittorie, come nel caso della vita in perenne conflitto con la morte, oppure della solitudine in antagonismo con l'amicizia e la compagnia, e infine una visione pessimistica della vita che in alternanza prevale o soccombe ad una più ottimistica.
Se in una prima fase, Halas evidenziò aderenze con la poesia 'proletaria', ben presto si avvicinò al poetismo e all'astrattismo, abbandonati però negli anni difficili e tragici per la Boemia e per l'Europa, dal 1936 fino alla fine della seconda guerra mondiale, e sostituiti da una lirica più impegnata socialmente e politicamente.
Le raccolte liriche Sepie (Seppie, 1927) e Kohout plaší smrt (Il gallo spaventa la morte, 1930), seppur formalmente incanalabili nel 'poetismo', movimento artistico d'avanguardia diffusosi in Cecoslovacchia dal primo dopoguerra, si discostarono da esso per l'atmosfera impregnata di pessimismo e di cupezza dovuti ai riferimento della prima guerra mondiale.
Anche i seguenti volumi, Tvář (Il volto, 1931) e Hořec (La genziana, 1933), furono pervasi da una nota costante di malinconia, a causa del conflitto tra spiritualità e naturalismo, tra amori e indifferenza dilagante nel mondo.
La sfiducia manifestata da Halas in modo così prolungato si spiega anche con l'intento dell'autore di polemizzare nei confronti della visione ottimistica espressa dalla cultura ufficiale, in un periodo in cui Halas avvertì segnali economici, sociali e politici preoccupanti per l'umanità.
Qualche volta, come nel caso della raccolta Staré ženy (Vecchie donne, 1935), Halas sospinse il suo pessimismo fino ad una più nera disperazione, scatenando dibattiti pubblici e risposte letterarie da parte di alcuni colleghi e di intellettuali.
Il volume Dokořán (Spalancato, 1936) fluttuò anch'esso tra un polo di scoramento ed un altro di propositiva protesta e di invito alla partecipazione politica, invece in Torzo naděje (Frammento di speranza, 1938), composto nell'incalzare dei tragici fatti politico-militare dell'estate del 1938, l'autore lanciò grida di dolore per la condizione del popolo boemo, ma anche qualche timida speranza per il futuro.
Più fiduciosa nell'avvenire si mostrò Naše paní Božena Němcová (Nostra signora Božena Němcová, 1940), nella quale l'autore rievocò simbolicamente un personaggio della letteratura ceca dell'Ottocento, per affermare la solidità morale e caratteriale della sua nazione e la sua rinascita.
Ladění (Accordi, 1942) e V řadě (In fila, 1948), si caratterizzarono rispettivamente per le angosce di quegli anni bellici e per la gioia suscitata della fine del conflitto e la tanto sospirata libertà.
Durante la seconda Guerra mondiale, fu uno dei rappresentanti più attivi della resistenza e, dopo il 1945, fu dipendente presso il Ministero dell'Informazione.
Nelle sue ultime raccolte Halas riprese il filone del soggettivismo.
Complessivamente, l'opera di Halas si può considerare una delle più significative della moderna letteratura boema.

### Opere
- Sepie (1927)
- Kohout plaší smrt (1930)
- Tvář (1931)
- Hořec (1933)
- Dělnice (1934)
- Staré ženy (1935)
- Dokořán (1936)
- Torzo naděje (1938)
- Naše paní Božena Němcová (1940)
- Ladění (1942)
- Já se tam vrátím (1947)
- V řadě (1948)